# Paul Piik
Paul Piik (* 3. November 1986 in Tallinn) ist ein estnischer Squashspieler. 

## Karriere
Paul Piik nahm mit der estnischen Nationalmannschaft in den Jahren 2017 und 2019 an den Europameisterschaften teil. Darüber hinaus gehörte er mehrfach zum estnischen Aufgebot beim European Nations Challenge Cup und war Teil der Mannschaft, die 2007 den Titel gewann. Von 2005 bis 2012 wurde er achtmal in Folge sowie nochmals 2017, 2018 und 2025 estnischer Landesmeister, womit er gleichzeitig auch Rekordhalter ist.
Sein Bruder Paavo Piik ist ebenfalls Squashspieler.

## Erfolge
- Estnischer Meister: 10 Titel (2005–2012, 2017, 2018, 2025)